# Manifest von 1890
Im Manifest von 1890 (auch bekannt als Woodruff Manifest oder Anti-Polygamie-Manifest) erklärte die Kirche Jesu Christi der Heiligen der Letzten Tage, dass sie künftig keine polygamen Ehen mehr schließen würde. Das Manifest wurde im September 1890 vom Präsidenten der Kirche, Wilford Woodruff, veröffentlicht. Beobachter werten die Veränderung unter anderem als eine Reaktion auf den steigenden Druck des Kongresses der Vereinigten Staaten, der die Kirche zunehmend in ihren Rechten beschnitt, einige prominente polygame Mormonen inhaftieren ließ und zudem androhte, das Vermögen der Kirche zu beschlagnahmen. Nach der Veröffentlichung wurde das Manifest bei der Generalkonferenz im Oktober 1890 der gesamten Kirche vorgelegt und als „autorisiert und bindend“ angenommen.
Das Manifest führte zu einer dramatischen Veränderung in der Geschichte der Kirche. Es verbot Mitgliedern, die Vielehe einzugehen und wies die Mitglieder an, den diesbezüglichen Landesgesetzen zu folgen. Es war eine zentrale Voraussetzung, dass das Gebiet Utah ein Bundesstaat der USA wurde. Trotzdem wurden nach der Veröffentlichung des Manifests eine geringe Anzahl von Mehrehen in den USA, Mexiko und Kanada geschlossen:

„In der Aufstellung über „Eheschließungen und Siegelungen außerhalb des Tempels“, die nicht vollständig ist, sind 315 Ehen verzeichnet, die zwischen dem 17. Oktober 1890 und dem 8. September 1903 geschlossen wurden. 36 Nachforschungen haben ergeben, dass es sich bei den 315 Eheschließungen in der Aufstellung bei 25 (7,9 %) um Mehrehen und bei 290 (92,1 %) um monogame Ehen handelte. Fast alle der verzeichneten monogamen Ehen wurden in Arizona oder Mexiko geschlossen. Von den 25 Mehrehen wurden 18 in Mexiko, drei in Arizona, zwei in Utah und jeweils eine in Colorado und auf einem Schiff im Pazifischen Ozean geschlossen.“

Nach Anhörungen im US-Kongress wurde im Jahr 1904 das sogenannte Zweite Manifest veröffentlicht, worin das Verbot von 1890 nochmals feierlich bekräftigt wurde. Obwohl beide Manifeste keine bestehenden Vielehen auflösten, endete diese Form des Zusammenlebens nach und nach in den frühen 1900er Jahren. Das Manifest wurde in die heiligen Schriften der Kirche Jesu Christi als Amtliche Erklärung 1 aufgenommen und wird von der Hauptströmung der Mormonen als eine göttliche Offenbarung angesehen. In dieser sei Woodruff gezeigt worden, welche Schwierigkeiten der Kirche bevorstehen, wenn sie nicht auf das Manifest hören. Einige mormonische Fundamentalisten bezweifelten den Wahrheitsgehalt der Offenbarung und spalteten sich in weiterer Folge von der Hauptkirche ab.

## Hintergrund
Beobachter werten die Veröffentlichung des Manifests unter anderem als eine Reaktion auf anti-polygamie Richtlinien der Bundesregierung, besonders wegen des „Edmunds–Tucker Act“ aus dem Jahre 1887. Dieses Gesetz gliederte die Kirche aus und erlaubte der Regierung, das Vermögen der Kirche zu beschlagnahmen. Der Oberste Gerichtshof der Vereinigten Staaten hielt die Strafmaßnahmen in einer Entscheidung im Mai 1890 aufrecht.
Bereits seit April 1889 weigerte sich Woodruff, Genehmigungen für neue Mehrehen zu erteilen. Im Oktober 1889 gab er öffentlich bekannt, dass er keine neuen Vielehen zulassen werde. Auf Anfrage eines Reporters teilte er mit, dass die Kirche jetzt auf die Regierung hören wolle. Da seit vielen Jahren die staatlichen Einschränkungen im Bereich der Vielehe nicht eingehalten wurden, war diese Position Woodruffs ein Signal zur Veränderung der Praxis.
Woodruff gab später bekannt, dass er in der Nacht auf den 23. September 1899 eine Offenbarung von Jesus Christus erhalten habe. Sie besage, dass die Kirche mit der Praxis der Vielehe aufhören solle. Am folgenden Morgen berichtete er dies den anderen Kirchenführern und gab ihnen eine Vorabversion des Manifests. Die führenden Apostel überarbeiteten geringfügig den Text und präsentierten ihn daraufhin der gesamten Kirche. Dies war das erste Mal in der Geschichte der Kirche, dass eine Offenbarung nicht selbst veröffentlicht wurde, sondern nur ein Dokument, das sich auf sie berief. Auf der sechzigsten halbjährlichen Generalkonferenz wurde am 6. Oktober 1890 das Manifest von den Mitgliedern der Kirche formell angenommen.

## Text
In dem Manifest heißt es:

„An alle, die es betrifft: Da Pressemeldungen zu politischen Zwecken von Salt Lake City ausgesandt wurden und weite Verbreitung erfahren haben, die berichten, die Utah-Kommission behaupte in ihrem neuesten Bericht an den Minister des Inneren, es würden noch immer Trauungen zur Vielehe vollzogen und seit letztem Juni oder im vergangenen Jahr seien in Utah vierzig oder mehr solche Ehen geschlossen worden; auch hätten die Führer der Kirche in öffentlichen Ansprachen die Vielehe gelehrt und zur weiteren Ausübung derselben ermuntert und gedrängt— darum erkläre ich als Präsident der Kirche Jesu Christi der Heiligen der Letzten Tage hiermit auf das Feierlichste, daß diese Beschuldigungen falsch sind. Wir lehren keine Polygamie oder Vielehe und gestatten auch niemandem, ihre Ausübung einzugehen; und ich stelle in Abrede, daß vierzig oder irgendeine andere Zahl von Trauungen zur Vielehe in der betreffenden Zeit in unseren Tempeln oder sonstwo im Territorium Utah vollzogen worden sind. Ein Fall wurde gemeldet, wo die Beteiligten behaupten, die Eheschließung sei im Frühjahr 1889 im Endowment House in Salt Lake City erfolgt, aber ich war nicht imstande zu erfahren, wer die Trauung vollzogen hat; was auch immer in dieser Sache geschehen sein mag, ist ohne mein Wissen geschehen. Auf dieses angebliche Vorkommnis hin wurde das Endowment House auf meine Weisung unverzüglich abgerissen. Da nun der Kongreß Gesetze erlassen hat, die die Vielehe verbieten, und da das höchste Appellationsgericht diese Gesetze als verfassungsgemäß bezeichnet hat, erkläre ich hiermit meine Absicht, mich diesen Gesetzen zu fügen und bei den Mitgliedern der Kirche, deren Präsident ich bin, meinen Einfluß geltend zu machen, daß sie es auch tun. In den von mir und meinen Amtsbrüdern in der genannten Zeit der Kirche erteilten Belehrungen gibt es nichts, was vernünftigerweise als Aufforderung oder Ermutigung zur Vielehe ausgelegt werden kann; und wenn irgendein Ältester der Kirche eine Sprache führte, die eine solche Unterweisung zu enthalten schien, wurde er sofort zurechtgewiesen. Und nun erkläre ich öffentlich, daß ich den Heiligen der Letzten Tage den Rat erteile, von jeder Eheschließung, die durch das Gesetz des Landes verboten ist, Abstand zu nehmen.“

## Formale Akzeptanz der HLT-Kirche
Präsident Lorenzo Snow beantragte:

„Ich schlage folgendes vor: Da wir Wilford Woodruff als den Präsidenten der Kirche Jesu Christi der Heiligen der Letzten Tage anerkennen und als den einzigen Menschen auf Erden, der gegenwärtig die Schlüssel der Siegelungsverordnungen innehat, halten wir ihn kraft seiner Stellung für voll befugt, das Manifest, das uns vorgelesen worden ist und das vom 24. September 1890 datiert ist, zu erlassen; und da wir als Kirche in einer Generalkonferenz versammelt sind, nehmen wir seine Erklärung in bezug auf die Vielehe als maßgebend und bindend an.
Salt Lake City, Utah, 6. Oktober 1890“

## Neue Ehen vs existierende Ehen
Mit dem Manifest endete die offiziellen Autorisierung der Kirche für neue Vielehen, die gegen die lokalen Gesetze verstießen. Es hatte keinen Einfluss auf schon bestehende Ehen. Ebenso wurden noch einzelne Vielehen in Landesteilen außerhalb der Vereinigten Staaten geschlossen, in denen es kein gesetzliches Verbot gab. Woodruff erklärte auf der Generalkonferenz im Jahr 1890, dass die bestehenden Vielehen nicht annulliert werden sollen. Obwohl Woodruff dies verkündete, begannen einige Mitglieder der Kirche nur noch mit einer Frau zusammenzuleben. Zu ihnen gehörte auch Lorenzo Snow, der nachfolgende Präsident der Kirche. Eine Vielzahl der mormonischen Polygamisten lebte jedoch auch noch nach dem Manifest weiterhin mit den verheirateten Frauen zusammen.

## Nachwirkungen und Vielehen nach dem Manifest
Innerhalb von sechs Jahren nach dem Manifest wurde Utah ein US-Bundesstaat. Zudem wurde die staatliche Diskriminierung von mormonischen Polygamisten beendet. Der Kongress verweigerte jedoch gewählten Polygamisten, wie zum Beispiel B. H. Roberts, einen Sitz im Abgeordnetenhaus.
Einige mormonische Historiker dokumentierten, dass auch nach dem Manifest von einzelnen Aposteln Vielehen sanktioniert wurden. Dies war insbesondere in Mexiko und Kanada der Fall, da teilweise die Annahme vertreten wurde, dass die Vielehe in diesen Ländern immer noch legal sei. Einige Mehrfachehen wurden ebenfalls in internationalen Gewässern geschlossen. Auch wurde eine geringe Anzahl von Vielehen in Utah geschlossen. Schätzungen belaufen sich auf ca. 250 Vielehen, die nach dem Manifest geschlossen wurden. Heute führt die Kirche Jesu Christi an, dass eine Abkehr von der Praxis der Vielehe nur stufenweise erfolgte.
Gerüchte über neue Vielehen nach dem Manifest erreichten auch den Kongress, der diese Fälle untersuchte. Als Reaktion darauf veröffentlichte Kirchenpräsident Joseph F. Smith im Jahr 1904 ein Zweites Manifest, welches das Eingehen von Vielehen mit der Strafe der Exkommunikation belegte. Darauf traten zwei Apostel, die mit dieser Entscheidung nicht einverstanden waren, zurück. Das Eingehen einer Vielehe ist auch heutzutage innerhalb der Kirche ein Grund, um aus der Kirche ausgeschlossen zu werden.
Die Abkehr von der Vielehe in der Kirche Jesu Christi führte zur Entstehung der mormonischen Fundamentalisten.

## Entwicklung der Ansichten der Kirche Jesu Christi zum Manifest
Das Manifest wurde in die heiligen Schriften der Kirche Jesu Christi Kirche aufgenommen. Es befindet sich in dem Buch Lehre und Bündnisse. Anfänglich hatten Woodruff und andere Kirchenführer den Text noch nicht als göttliche Offenbarung deklariert. Ein Jahr, nachdem das Manifest herausgegeben worden war, gab Woodruff bekannt, eine Offenbarung von Jesus Christus empfangen zu haben, welche zum Grundstein für das Manifest wurde. In dieser Vision soll ihm gezeigt worden sein, was passieren würde, wenn er das Manifest nicht veröffentliche.
Nach dem Tod Woodruffs wurde auch von anderen Kirchenführern gelehrt, dass das Manifest eine göttliche Offenbarung war. Seit einem Vortrag von Snow lehrten die Kirchenführer einheitlich, dass das Manifest von Gott offenbart wurde. Im Jahre 1908 wurde das Manifest als „Amtliche Erklärung 1“ der Heiligen Schrift der Kirche Jesu Christi, Lehre und Bündnisse, ergänzt und ist seitdem fester Bestandteil des Schriftenkanons. Das Manifest hat seither denselben Status wie die übrigen Offenbarungen, welche von Joseph Smith gegeben wurden.